# Até ao Tecto do Mundo
"Até ao Tecto do Mundo" é o primeiro filme de longa-metragem em animação do cinema português.
Produzido pelo Cine-Clube de Avanca e realizado por Carlos Silva, Costa Valente e Vitor Lopes, teve a sua estreia em 2009 na Guiné-Bissau onde foi exibido em várias cidades.
Desde 2008 tem sido exibido em festivais de diversos países, tendo sido premiado no Canadá e nos Estados Unidos da América.